# Listă de dramaturgi britanici

Acesta este o listă de dramaturgi din Marea Britanie în ordine alfabetică:
- Rodney Ackland
- Jim Allen
- Karim Alrawi
- Jeffrey Archer
- John Arden
- Alan Ayckbourn

## B
- Enid Bagnold
- John Roman Baker
- Howard Barker
- Peter Barnes
- J. M. Barrie
- Alan Bennett
- Robert Bolt
- Edward Bond
- Leslie Bonnet
- John Griffith Bowen
- Howard Brenton
- Moira Buffini
- Gregory Burke
- Leo Butler
- Jez Butterworth

## C
- John Caine
- George Calderon
- Caryl Churchill
- Noël Coward
- Tim Crouch

## D
- Keith Dewhurst
- Sarah Daniels
- April De Angelis
- Shelagh Delaney
- William Douglas-Home
- Stuart Draper
- Nell Dunn

## E
- David Edgar
- David Eldridge
- Ben Elton
- Kevin Elyot

## F
- Michael Frayn
- Terence Frisby
- Christopher Fry

## G
- John Galsworthy
- Pam Gems
- John Godber
- Simon Gray
- David Greig
- Trevor Griffiths
- Nick Grosso

## H
- Christopher Hampton
- David Hare
- Zinnie Harris
- Tony Harrison
- Ronald Harwood
- Sam Holcroft
- Dusty Hughes

## J
- Stephen Jeffreys
- Ann Jellicoe
- Hywel John
- Terry Johnson
- Catherine Johnson

## K
- Sarah Kane
- Barrie Keeffe
- Dennis Kelly
- Tom Kempinski
- Hanif Kureishi

## L
- Bryony Lavery
- Mike Leigh
- Sue Lenier
- Saunders Lewis
- Henry Livings
- Frederick Lonsdale
- Stephen Lowe

## M
- Sharman Macdonald
- John McGrath
- Tom McGrath
- Patrick Marber
- Tony Marchant
- Frank Marcus
- Derek Marlowe
- Mustapha Matura
- David Mercer
- Edgar Middleton
- Anthony Minghella
- Adrian Mitchell
- Colin Morris
- John Mortimer
- Tom Morton-Smith
- Peter Morgan
- Chloe Moss
- Raman Mundair

## N
- Bill Naughton
- Anthony Neilson
- Peter Nichols
- William Nicholson

## O
- Onyeka
- Joe Orton
- John Osborne
- Gary Owen
- Paul O'Grady

## P
- Louise Page
- Michael Pertwee
- Caryl Phillips
- Winsome Pinnock
- Harold Pinter
- Alan Plater
- Stephen Poliakoff
- Dennis Potter
- David Pownall
- J. B. Priestley
- Terence Rattigan

## Q
- Peter Quilter

## R
- Terence Rattigan
- Mark Ravenhill
- Dan Rebellato
- Lynn Redgrave
- Michael Redgrave
- Philip Ridley
- David Rudkin
- Willy Russell

## S
- James Saunders
- Anthony Shaffer
- Peter Shaffer
- R. C. Sherriff
- Dodie Smith
- Colin Spencer
- Simon Stephens
- Gladys Bronwyn Stern
- Tom Stoppard
- David Storey
- Alfred Sutro
- Herbert Swears

## T
- C. P. Taylor
- Peter Terson
- Ben Travers
- Miles Tredinnick

## U
- Peter Ustinov

## W
- Laura Wade
- Michael Wall
- Keith Waterhouse
- Timberlake Wertenbaker
- Arnold Wesker
- Peter Whelan
- Hugh Whitemore
- Emlyn Williams
- Nigel Williams
- Roy Williams
- Snoo Wilson
- Charles Wood
- Nicholas Wright

## Y
- Benjamin Yeoh

## Vezi și
- Listă de piese de teatru britanice
- Listă de dramaturgi
- Listă de scriitori britanici
- Listă de dramaturgi englezi
- Listă de dramaturgi scoțieni (en)